# Dorete Bloch Danielsen
Dorete Bloch Danielsen (geb. Bloch; * 14. Juni 1943 in Rungsted; † 28. Februar 2015 in Tórshavn) war eine dänisch-färöische Biologin und Hochschullehrerin.

## Leben
Bloch studierte von 1962 bis 1970 an der Aarhus Universitet, wo sie ihr Studium mit dem Master of Science abschloss. Nach ihrem Studienabschluss arbeitete Bloch zunächst in einer biologischen Station auf der dänischen Insel Kalø, wo sie Hasen und Höckerschwäne erforschte.
Im Jahr 1974 ging sie auf die Färöer und begann an der Universität der Färöer zu arbeiten und zu lehren. Einen thematischen Schwerpunkt ihrer wissenschaftlichen Studien bildeten Grindwale. Zu diesem Thema hatte Bloch 1994 an der Universität Lund promoviert. Des Weiteren gehörten zu ihren Forschungsgebieten verschiedene andere Walarten, wie Entenwale und Finnwale, Schneehasen, auf den Färöern invasive Arten, Umweltverschmutzung von Fjorden und weitere Themen, welche die Umwelt der Färöer betreffen. Im Jahr 2001 wurde Bloch zu einer Professur an der Universität der Färöer berufen.
Neben ihrer Tätigkeit als Professorin war sie auch in anderen Bereichen beschäftigt. Ab 1980 wurde sie zunächst Leiterin der zoologischen Abteilung des naturgeschichtlichen Museums der Färöer und war von 1995 bis 2009 Direktorin des Museums. Sie war Herausgeberin des Frodskapparit, eines Journals der färöischen wissenschaftlichen Gesellschaft. Bloch beriet den Flughafen Vágar zu Vögeln und war färöische Vertreterin bei der North Atlantic Marine Mammal Commission (NAMMCO).

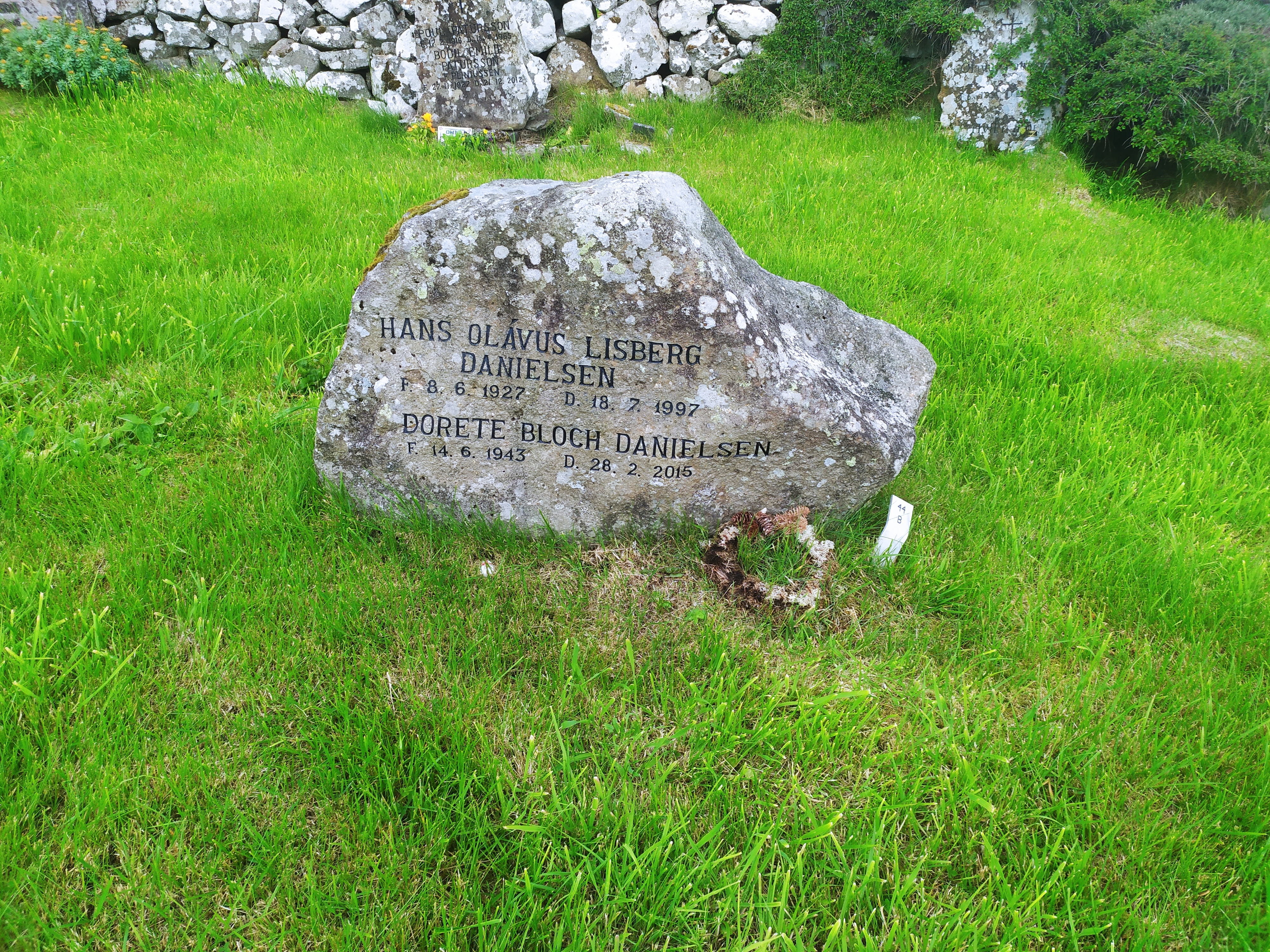
Grabstein von Dorete und Olavus Danielsen

Im Jahr 2010 erschien ihr zu Ehren das Sammelwerk „Dorete – her Book – Being a Tribute to Dorete Bloch and to Faroese Nature“, in dem naturwissenschaftliche Artikel über die Färöern zusammengefasst sind.
Sie war mit dem Katasteramtsleiter Ólávus Danielsen (1927–1997) verheiratet. Aus der Ehe ging der Musiker Jónas Bloch Danielsen hervor. Dorete Bloch Danielsen starb im Alter von 71 Jahren und wurde in Kirkjubøur beigesetzt.

## Veröffentlichungen (Auswahl)
- Dorete Bloch: Animal life on the Faeroe Islands (= Springer, Dordrecht [Hrsg.]: Monographiae Biologicae. The Physical Environment of the Faeroe Islands, Nr. 46). Springer, Dordrecht 1982, ISBN 978-94-009-7979-6, S. 53–68, doi:10.1007/978-94-009-7977-2_5.
- Sven-Axel Bengtson & Dorete Bloch: Island Land Bird Population Densities in Relation to Island Size and Habitat Quality on the Faroe Islands. In: Oikos. Band 41, Nr. 3, 1983, S. 507–522, doi:10.2307/3544110.
- William Amos, Dorete Bloch, G. Desportes, T.M.O. Majerus, D.R. Bancroft, J.A. Barrett & G.A. Dover: A review of molecular evidence relating to social organisation and breeding system in the long-finned pilot whale. In: Report – International Whaling Commission. Band 14, 1993, S. 209–217.
- Asunción Borrell, Dorete Bloch & Genevieve Desportes: Age trends and reproductive transfer of organochlorine compounds in long-finned pilot whale from Faroe Islands. In: Environmental Pollution. Band 88, Nr. 3, 1995, S. 283–292, doi:10.1016/0269-7491(95)93441-2.
- Mads Peter Heide-Jørgensen, Dorete Bloch, Eydfinnur Stefansson & Bjarni Mikkelsen: Diving behaviour of long-finned pilot whales Globimelas around the Faroe Islands. In: Wildlife Biology. Band 8, Nr. 4, 2002, doi:10.2981/wlb.2002.020.
- Dorete Bloch, Mads Peter Heide-Jørgensen, Eydfinnur Stefansson & Bjarni Mikkelsen: Short-term movements of long-finned pilot whales Globicephala melas around the Faroe Islands. In: Wildlife Biology. Band 9, Nr. 1, 2003, S. 47–58, doi:10.2981/wlb.2003.007.